# Christiano Klingelhoefer
Christiano Hollocombe Von Moser Klingelhoefer (Rio de Janeiro, 6 de junho de 1874  — São Paulo, 7 de setembro de 1948) foi um coronel da extinta Guarda Nacional Brasileira e do Exército Brasileiro, comandante de destacamento na Revolução Constitucionalista de 1932 e diretor-comandante da extinta Guarda Civil do Estado de São Paulo.

## Biografia
Christiano Hollocombe Von Moser Klingelhoefer nasceu no Rio de Janeiro, em 6 de junho de 1874, filho mais velho de Adolpho Frederico Hollocombe Von Moser Klingelhoefer e America Lopes de Gomensoro Klingelhoefer. Seu pai havia sido vice-consul na França durante o reinado do imperador Dom Pedro II. Era sobrinho-neto do primeiro Visconde de Moser e neto do comendador Cristiano Daniel. Era neto Materno do comandante Secundino de Gomensoro, Chefe de Divisão da Marinha Brasileira. Também é descendente da família Arruda Botelho. Era irmão de Elvira, nascida em 1891; Paulina, nascida em 1873, America, nascida em 1876; Adolfo Cristiano, nascido em 1880; e de Guilherme Cristiano, nascido em 1881. Todos naturais da cidade do Rio de Janeiro, salvo os dois últimos, naturais da cidade de Paris, na França. O seu irmão, Adolpho Christiano Klingelhoefer, falecido em 1956, é, provavelmente, o primeiro atleta brasileiro a participar dos Jogos Olímpicos, tendo competido em diversas modalidades do atletismo, no Concours Internationaux d'exercises physiques et de sports, realizados por ocasião da Exposição Universal de Paris em 1900, ele competiu também pelo Racing Club de Paris.
Christiano fez os seus estudos elementares na Alemanha e na França. Realizou as primeiras letras em Paris, na França, na prestigiada Ecole Monge. Mais tarde, fez o curso secundário na Prússia, em Wiesbaden, no Colégio Realschule. Fez seus estudos superiores em Paris, na Ecole Polytechnique, pela qual se diplomou em 18 de junho de 1893. Ao longo de sua carreira como engenheiro e militar percorreu a França, a Alemanha, a Argélia, o Marrocos e o Brasil.
Era casado desde 1895 com Maria Carlota Botelho Klingelhoefer, natural da cidade de Rio Claro e falecida em 1946, filha do Conde do Pinhal  e da Condessa do Pinhal.
Na década de 1890 mudou-se com sua família para o Brasil e ingressou no corpo da então Guarda Nacional, realizando curso para oficialato. Paralelamente cursou ciências jurídicas.
Em 1909 o então tenente-coronel da Guarda Nacional se tornou adido da Missão Militar Francesa no Brasil, a qual realizou instrução na Força Publica do Estado de São Paulo, ficando subordinado ao Chefe da Missão, o coronel Paul Balagny, que atuava nessa qualidade desde 1906.
Em 1916 alistou-se na Legião Estrangeira Francesa, integrada no corpo de voluntários as Forças Aliadas que atuaram na Primeira Guerra Mundial. Combateu com a patente de capitão, lotado no 3º Regimento de Marcha do 1º Estrangeiro. Tomou parte em combates na França, incluindo as Batalha do Somme e de Frise, também teve uma breve atuação na Argélia e no Marrocos, na África. O seu irmão, Adolpho Klingelhoefer também fez parte desse corpo de voluntários brasileiros que atuaram naquele conflito. Ainda em 1916, foi ferido em combate por conta da explosão de uma mina, o que comprometeu parcialmente a sua audição. Na cidade de Lyon, na França, foi condecorado pelo governo francês com a Légion d’onneur e a Cruz de Guerra, em cerimônia realizada em Lyon.
Em 9 de julho de 1919 o então tenente-coronel Klingelhoefer, em obediência às exigências da lei nº 13.040 de 29 de maio do 1918, foi transferido da Guarda Nacional para os quadros da 2ª linha do Exército Brasileiro, a partir de então passou a exercer as funções de sub-chefe da 4ª delegacia do departamento da 2ª linha no Estado de São Paulo. A Guarda Nacional do Brasil era força subordinada ao Ministério da Justiça e Negócios Interiores do Governo Federal. A partir da lei de 1918 a Força foi inicialmente incorporada ao Exército Brasileiro e finalmente extinta em 1922. Com essa situação, o tenente-coronel Klingelhoefer então passou a qualidade de oficial de 2ª linha do Exército Brasileiro. Na extinta corporação comandou diversas unidades, entre as quais, a 1ª brigada de artilharia e o 3º batalhão de infantaria.
Na Revolução de 1924, defendeu a legalidade ao lado das tropas governistas, comandando um destacamento que resistiu a tentativa de tomada da cidade de São Paulo defendendo o governo estadual de Carlos de Campos. Tomou parte dos combates na zona urbana da cidade de São Paulo, fazendo a cobertura das demais tropas governistas e também na ocasião da retirada dos membros do governo estadual da zona de combate.
Na década de 1920 foi comandante geral do Batalhão de Caçadores do Oeste, então sediado na cidade de Jaú, tropa que possuía em seus quadros o 2º tenente Affonso Negrão e o 1º tenente Lysias Augusto Rodrigues, ilustres que combateriam muitos anos depois ao seu lado na frente sul, durante a Revolução de 1932.
No final da década de 1920 foi nomeado sub-chefe da delegacia junto à sede da 2ª Região Militar, na capital paulista.
O coronel era um tradicional correligionário do Partido Republicano Paulista, tendo feito oposição e combatido a Revolução de 1930, apoiada pelos correligionários do Partido Democrático de São Paulo, opositores dos republicanos.
Em 1931 exercia a chefia da delegacia junto ao quartel da 2ª Região Militar do Exército Brasileiro, sediada em São Paulo, quando então em 28 de abril daquele ano ocorreu a chamada "abrilada", uma sublevação contra os governos estadual e federal que contava com a participação de diversos oficias e praças da Força Pública de São Paulo e do Exército Brasileiro, porém, foi rapidamente sufocado ainda no início por conta da não adesão de diversos apoios prometidos. O levante visava o interventor no Estado, João Alberto Lins de Barros; o comandante da Força Pública Miguel Costa; e o próprio regime vigente no país presidido por Getúlio Vargas. Em 29 de abril, o coronel Klingelhoefer foi preso acusado de estar envolvido nas conspirações e foi enviado ao Presídio da Imigração de São Paulo junto a cerca de 200 oficiais e praças engajados no levante. Posteriormente foi transferido para o então Instituto Correcional de Taubaté. Foi solto alguns meses depois e passou para a reserva militar com a patente de coronel.
Iniciado o movimento cívico pró-Constituinte, que tomaria corpo logo no início do ano de 1932, o coronel passou a atuar como ativo conspirador para o levante armado, tendo atuado no aliciamento e participado da maioria das reuniões de preparação, junto a outros lideres civis e militares. Essa conspiração culminaria na Revolução deflagrada em 9 de julho daquele ano.
Nas semanas precedentes à deflagração da Revolução, integrou o grupo clandestino que realizava o recrutamento de voluntários combatentes, realizando alistamentos de voluntários por todo o Estado, esse grupo futuramente viria a se tornar uma entidade legalmente reconhecida, denominada M.M.D.C. em homenagem aos mártires do massacre de 23 de maio de 1932. Nessa entidade também atuou como instrutor militar, ao lado do capitão Antonio Pietscher e do tenente Benito Serpa.
Deflagrada a Revolução Constitucionalista, seguiu para o denominado “Setor Sul” de combate, onde em 18 de julho de 1932 assumiu o destacamento de Itararé, até então comandado pelo tenente-coronel Pedro de Morais Pinto que estava na iminência de ser cercado. Diante da situação, o coronel Klingelhoefer determinou o recuo imediato das tropas para Faxina (atual Itapeva) e, dali para Buri, de modo a restabelecerem a sua defesa frente a ofensiva governista. Em 22 de julho, com a nomeação do coronel do Exército Brasílio Taborda para o comando geral dos destacamentos do setor sul, o coronel Klingelhoefer veio a assumir interinamente a chefia do Estado-Maior. Alguns dias depois assumiu o comando do destacamento que combatia o subsetor respectivo a Buri, que mais tarde recuaria para Lygiana, em Campina do Monte Alegre. O plano militar do comando da frente sul era eminentemente defensivo e buscava tão somente conter ou retardar o avanço das tropas governistas que visavam a capital paulista.
Na qualidade de comandante do destacamento de Buri, esteve engajado diretamente nos principais combates, incluindo a Primeira e a Segunda Grande Batalha de Buri, ocorridas entre 26 a 27 julho de 1932 e 15 a 16 de agosto de 1932, respectivamente.
Na Revolução de 1932, a sua esposa, Maria Carlota Klingelfoefer, chefiou o “Posto São Paulo” sediado na capital paulista e filiado à Cruz Vermelha. Atuou ao lado das senhoras Julieta de Almeida, Cândida Pinto Prates e Violeta de Almeida Steves. Entre os importantes trabalhos, a entidade mandou inúmeras costuras para o front de combate e arrecadou milhares de donativos em favor das tropas constitucionalistas. Seu filho, Adolpho Klingelhoefer, também atuou na Revolução Constitucionalista, exercendo posto de ajudante no Estado-Maior do coronel.
Para o então capitão Joaquim Justino Alves Bastos, Chefe do Estado-Maior do comando do setor sul da Revolução Constitucionalista, o coronel Klingelhoefer era um "...experiente militar que comandara um batalhão na Grande Guerra, e cuja situação político–social e aparência aristocrática não lhe haviam, na paz, assegurado grandes simpatias da Força Pública Estadual. Seus conhecimentos adquiridos na escola de guerra francesa e atingindo ao âmbito do regimento eram de molde a indicá-lo para um magnífico comandante de destacamento. Sua bravura pessoal, seu estoicismo na desfortuna momentânea, fizeram-no credor do respeito geral...".
Em entrevista publicada em 18 de setembro de 1935 no Correio Paulistano, explicou as razões da queda de Itararé e também fez uma breve síntese de sua atuação no setor sul de combate da Revolução de 1932:
| “ | Tratarei inicialmente da tão falada queda de Itararé – disse-nos – que os nossos adversários disseram ter tomado a bayoneta. Nada disso é verdadeiro. Aquela praça de guerra cahiu no dia 18 de julho, quando sua defesa estava a cargo do tenente-coronel Moraes Pinto. A tropa commandada por esse official ia ser envolvida pela tropa do major Dilermando de Assis, que tendo passado o rio Itararé, no lugar denominado Passo do Cypriano, fazia um movimento envolvente em direcção a Ibity, cortando as communicações do destacamento Moraes Pinto com São Paulo. Na situação em que se encontrava, toda a tropa paulista que guarnecia Itararé deveria ser totalmente aprisionada. Cheguei, felizmente, a tempo para salval-a, deslocando o destacamento para Faxina. Quando recuamos por ordem do tenente-coronel Alfieri para Bury, assumiu o commando geral do sector o coronel Taborda, passando eu para a chefia do Estado Major. Reorganizamos a nossa tropa com elementos vindos de São Paulo e ahi ferimos a primeira batalha de Bury, que não foi victoria nossa pelo não cumprimento de ordens do destacamento que se achava em Capão Bonito e Guapiara. A linha do sul recuou para trás do Paranapanema, tendo recebido novas forças. Foi quando o coronel Taborda me deu o commando do destacamento que ia tentar uma marcha para a frente e assim, tendo atravessado o Paranapanema, rechassamos o inimigo, atirando-o novamente até Bury. Em combates diários aguentamos a linha de Victorino Carmillo, e ahi se deu a segunda batalha de Bury, que durou dois dias. Nesse combate, 900 voluntarios paulistas, apoiados por uma peça de artilharia, com 57 tiros, bateu-se durante dois dias contra 6.000 inimigos apoiados por 32 peças de artilharia. Infringimos taes perdas no inimigo que toda a nossa tropa pôde quebrar contacto com os defensores da dictadura e se estabelecer novamente na linha de Aracassu, prompta para uma segunda offensiva. Apesar da superioridade de homens e de armas, o inimigo não ousou perseguir o nosso destacamento e ahi nos aguentamos até o dia 1.° de outubro, quando o nosso companheiro coronel Tenorio de Brito foi atacado rudemente por dois batalhões de Pernambuco. Os reforços mandados por mim áquelle bravo oficial, que era minha ala direita, chegaram a tempo e os pernambucanos foram rechassados. A nossa offensiva foi tão fulminante que os adversários tiveram que se atirar no Paranapanema, onde muitos se afogaram para não cahir prisioneiros. Quando ia se desenvolver a acção sobre o flanco esquerdo, recebi uma ordem de retrahimento geral para Peixoto Gomide, onde tínhamos de fazer nova linha de resistência. O inimigo, como das outras vezes, não ousou perseguir-nos e fizemos o retrahimento todo para Itapetininga, onde soubemos, então, do final da revolução. | ” |

Em 31 de agosto de 1934 perdeu sua filha, América Klingelhoefer, falecida aos 28 anos de idade. Em 12 de outubro, pouco mais de um mês depois, também perderia o seu filho, Adolpho Frederico.
Em 14 de julho de 1939 exerceu o cargo de diretor comandante da Guarda Civil do Estado de São Paulo, fundada em 1926. Em 1969, a então Guarda Civil e Força Pública de São Paulo fundiram-se resultando na atual Polícia Militar do Estado de São Paulo, por meio do Ato Complementar nº 47, de 7 de fevereiro de 1969. Foi exonerado do cargo a pedido em 11 de janeiro de 1944.
Em 28 de janeiro de 1941 foi condecorado pelo governo brasileiro, representado na cerimônia pelo interventor Ademar de Barros, com a Medalha da Victória e a Cruz de Campanha por conta do conjunto de seus serviços prestados a nação ao longo de sua carreira.
Paralelamente ao seu ofício militar, também atuava como próspero fazendeiro do ramo cafeeiro, proprietário da fazenda de café “Carlota” sediada no município de Jaú/SP. Também era influente e engajado na sociedade de produtores agrícolas, tendo integrado a Sociedade Paulista de Agricultura, onde defendia os interesses dos cafeicultores paulistas. Ao longo da década de 1930, defendeu na imprensa a implantação da cultura do trigo nas fazendas brasileiras, tendo ele próprio feito experiências bem-sucedidas em sua fazenda com o plantio desse cereal desde a safra de 1929. A medida visava, segundo ele, a reduzir a dependência externa do país desse cereal e a melhorar os resultados da balança comercial do Brasil. Contudo, condicionou ao suporte e assistência direta do Ministério da Agricultura, sobretudo no fornecimento das sementes.
Em 1948 foi Presidente do Conselho deliberativo da Orquestra Universitária de São Paulo. Chegou a ocupar cargo no comissariado de São Paulo na França. Entre 1946 até o seu falecimento, ocupou o cargo de adjunto militar na pasta da Secretaria de Segurança Pública do Governo do Estado de São Paulo.
Era monarquista e próximo da família real então exilada na França, tendo feito diversas visitas a Conde E’u e a Princesa Isabel.
Faleceu em 7 de setembro de 1948, na cidade de São Paulo, no Hospital da Beneficência após alguns dias internado.

## Homenagens
Em sua homenagem foi criada a medalha “coronel Cristiano Klingelhoefer” pela antiga Guarda Civil Estadual de São Paulo, a fim de premiar o primeiro colocado no seu Curso de Aperfeiçoamento.